# Idaea argophylla
Idaea argophylla là một loài bướm đêm trong họ Geometridae.